# Günther Görz
Günther Görz (* 22. August 1947 in Nürnberg) ist ein deutscher Informatiker.

## Leben
Nach dem Studium der Mathematik, Physik, Informatik und Philosophie an der Universität Erlangen-Nürnberg (Diplom in Mathematik, Dr.-Ing. in Informatik) war er von 1972 bis 1987 Wissenschaftler am Rechenzentrum derselben Universität. 1989 bis 1991 wirkte er als Professor für Informatik/Künstliche Intelligenz an der Universität Hamburg. Seit 1991 war er Professor für Informatik/Künstliche Intelligenz am Fachbereich Informatik der Universität Erlangen-Nürnberg und trat 2012 in den Ruhestand.

## Schriften (Auswahl)
- Die Sprache GEDANKEN als Beitrag zur syntaktischen und semantischen Definition von Programmiersprachen. Erlangen 1972, OCLC 636776787.
- mit Herbert Stoyan: LISP. Eine Einführung in die Programmierung. 1. korrigierter Nachdruck, Springer, Berlin 1986, ISBN 0-387-16914-8.
- Strukturanalyse natürlicher Sprache. Ein Verarbeitungsmodell zum maschinellen Verstehen gesprochener und geschriebener Sprache. Bonn 1988, ISBN 3-89319-120-8.
- mit Bernhard Nebel: Künstliche Intelligenz. Fischer, Frankfurt am Main 2003, ISBN 3-596-15555-X.
- mit Ute Schmid, Tanya Braun (Hrsg.): Handbuch der Künstlichen Intelligenz. 6. Auflage. De Gruyter Oldenbourg, Berlin 2021, ISBN 978-3-11-065984-9.